# Волосянка (зупинний пункт)
Волося́нка — пасажирський залізничний зупинний пункт Львівської дирекції Львівської залізниці.
Розташований за кількасот метрів від села Мала Волосянка, Турківський район Львівської області на лінії Самбір — Чоп між станціями Ясениця (7 км) та Бойківська (3 км).
Станом на травень 2019 року щодня п'ять пар електропотягів прямують за напрямком Львів — Сянки.